# André Clot
André Clot (født 9. november 1909 i Grenoble, død 2002) var en fransk historisk forfatter

## Forfatterskab
- L’Espagne musulmane. VIIIe–XVe siècle. Perrin, Paris 1999, ISBN 2-262-01425-6.
- L'Egypte des Mamelouks: L'empire des esclaves 1250-1517, Perrin, 1999, ISBN 2-262-01030-7.
- Les Grands Moghols: Splendeur Et Chute, 1526-1707 . Plon, 1993, ISBN 2-259-02698-2.
- Mehmed II, le conquérant de Byzance (1432-1481). Perrin,1990, ISBN 2-262-00719-5.
- Haroun al-Rachid et le temps des "Mille et une nuits". Fayard, Paris 1986, ISBN 2-213-01810-3.
- Soliman Le Magnifique, Fayard, Paris, 1983, 469 p., ISBN 978-2-213-01260-5.